# Fiad, Somogy
Fiad  este un sat în districtul Tab, județul Somogy, Ungaria, având o populație de 168 de locuitori (2011). 

## Demografie
Componența etnică a satului Fiad
     Maghiari (93,18%)
     Romi (4,55%)
     Germani (2,27%)
Componența confesională a satului Fiad
     Fără religie (7,74%)
     Reformați (2,98%)
     Necunoscută (89,29%)
Conform recensământului din 2011, satul Fiad avea 168 de locuitori. Din punct de vedere etnic, majoritatea locuitorilor (93,18%) erau maghiari, existând și minorități de romi (4,55%) și germani (2,27%). Nu există o religie majoritară, locuitorii fiind persoane fără religie (7,74%) și reformați (2,98%). Pentru 89,29% din locuitori nu este cunoscută apartenența confesională.